# Hadas Yaron
Hadas Yaron (12 aprile 1990) è un'attrice israeliana.
Nel 2016 è parte della giuria del concorso principale al 34° Torino Film Festival.

## Filmografia

### Cinema
- Lemarit Ain, regia di Daniel Syrkin (2006)
- La sposa promessa (Lemale et ha'halal), regia di Rama Burshtein (2012)
- Félix et Meira, regia di Maxime Giroux (2014)
- La felicità è un sistema complesso, regia di Gianni Zanasi (2015)
- Maria Maddalena (Mary Magdalene), regia di Garth Davis (2018)
- Troppa grazia, regia di Gianni Zanasi (2018)
- La regola d'oro, regia di Alessandro Lunardelli (2018)
- I nostri fantasmi, regia di Alessandro Capitani (2021)

### Televisione
- Shtisel – serie TV, 13 episodi (2015-2021)
- We Were the Lucky Ones, regia di Thomas Kail, Amit Gupta e Neasa Hardiman – miniserie TV (2024)

## Riconoscimenti
- Mostra internazionale d'arte cinematografica di Venezia
  - 2012 – Coppa Volpi per la migliore interpretazione femminile per La sposa promessa (Lemale et ha'hala)
  - 2021 – ITFF Venice Award per I nostri fantasmi
- Premi Ophir
  - 2012 – Miglior attrice per La sposa promessa (Lemale et ha'hala)
- Torino Film Festival
  - 2014 – Migliore attrice per Félix et Meira
  - 2015 – 500X Fiat Award Migliore attrice per La felicità è un sistema complesso
- Canadian Screen Awards
  - 2015 – Migliore attrice protagonista per Félix et Meira